# Nová radnice (Kiel)
Nová radnice se nachází v německém městě Kiel. Její 106 metrů vysoká věž představuje dominantu města. Díky vyhlídce, umístěné 67 metrů nad zemí, slouží i návštěvníkům města. Byla navržena podle kampanily benátské Baziliky svatého Marka.
Nová radnice nahradila původní starou radnici zničenou v druhé světové válce; vznikla však již v roce 1911, neboť původní radniční budova nevyhovovala potřebám rostoucího města.